# Карл Кліма
Карл Кліма (нім. Karl Klima, 1908 — ?) — австрійський футболіст, що грав на позиції крайнього нападника.

## Кар'єра
З юнацьких років грав за клуб «Адміра» (Відень), де одним з лідерів був його старший брат Йоганн Кліма. У складі першої команди Карл почав грати у сезоні 1926–1927, коли «Адміра» вперше у своїй історії здобула титул чемпіона Австрії. На рахунку Кліми-молодшого три матчі у тому сезоні і один забитий м'яч. Наступного сезону Карл уже був гравцем основи клубу, виступаючи на позиції лівого крайнього нападника, а його команда здобула перемоги у чемпіонаті і кубку країни. У національній першості він зіграв 20 матчів і забив 1 гол. У кубку був учасником чвертьфінального матчу проти клубу «Брігіттенауер» (4:2), у якому відзначився забитим голом, а також фінального поєдинку проти клубу «Вінер АК» (2:1).
Наступного сезону зіграв у складі «Адміри» лише 1 матч, після чого перейшов до провінційного клубу «Штурм» (Грац), що виступав у чемпіонаті Штирії. За чотири роки виступів Кліми клуб тричі ставав другим у чемпіонаті і у 1932 році здобув перемогу у кубку Штирії.
Також у цей період Карл активно виступав у складі збірної міста Грац. Дебютував у поєдинку проти збірної Загреба (4:2) у травні 1928 року. А уже в наступному матчі відзначився хет-триком у поєдинку зі збірної Любляни (6:1). Загалом у 1928—1932 роках зіграв за збірну Граца 15 матчів і забив 7 голів.
У 1932 році перейшов до складу французького клубу «Антіб». 11 вересня 1932 року у матчі «Антіб» — «Ред Стар» на 8-й хвилині став автором першого голу новоствореної французької футбольної ліги. «Антіб» став переможцем групи «В» чемпіонату, але не був допущений до фінального матчу з переможцем групи «А» через підозру участі в договірних матчах. Кліма у тому сезоні забив 13 м'ячів і увійшов до п'ятірки найкращих бомбардирів чемпіонату. За три роки у складі «Антіба» Карл зіграв 66 матчів, у яких забив 28 голів. 
В 1935 році перейшов до складу чехословацького клубу «Жиденіце» (Брно). У червні зіграв у складі клубу в матчі кубка Мітропи проти «Рапіда», що завершився несподіваною перемогою «Жиденіце» з рахунком 3:2. У інших матчах турніру участі не брав. У чемпіонаті Чехословаччини зіграв у складі клубу з Брно 8 матчів і забив 2 голи. 
У 1937 році повернувся у команду «Штурм» (Грац).

## Досягнення
- Чемпіон Австрії (2): 1927, 1928
- Володар кубка Австрії (1): 1928
- Володар кубка Штирії (1): 1932
- Автор першого голу чемпіонату Франції

## Статистика

### Статистика клубних виступів
| Клуб              | Сезон | Чемпіонат | Чемпіонат | Кубок | Кубок | Кубок Мітропи | Кубок Мітропи | Всього | Всього |
| Клуб              | Сезон | Матчі     | Голи      | Матчі | Голи  | Матчі         | Голи          | Матчі  | Голи   |
| ----------------- | ----- | --------- | --------- | ----- | ----- | ------------- | ------------- | ------ | ------ |
| «Адміра» (Відень) |       |           |           |       |       |               |               |        |        |
| 1926–1927         | 3     | 1         | 2         | 0     | -     | -             | 5             | 1      |        |
| 1927–1928         | 20    | 1         | 2         | 1     | 0     | 0             | 22            | 2      |        |
| 1928–1929         | 1     | 0         | 0         | 0     | 0     | 0             | 1             | 0      |        |
| «Штурм» (Грац)    |       |           |           |       |       |               |               |        |        |
| 1928–1929         | ?     | ?         | ?         | ?     | -     | -             | ?             | ?      |        |
| 1929–1930         | ?     | ?         | ?         | ?     | -     | -             | ?             | ?      |        |
| 1930–1931         | ?     | ?         | ?         | ?     | -     | -             | ?             | ?      |        |
| 1931–1932         | ?     | ?         | ?         | ?     | -     | -             | ?             | ?      |        |
| «Антіб»           |       |           |           |       |       |               |               |        |        |
| 1932–1933         | 18    | 13        | -         | -     | -     | -             | 18            | 13     |        |
| 1933–1934         | 26    | 6         | -         | -     | -     | -             | 26            | 6      |        |
| 1934–1935         | 21    | 9         | 1         | 0     | -     | -             | 22            | 9      |        |
| «Жиденіце» (Брно) |       |           |           |       |       |               |               |        |        |
| 1935–1936         | 8     | 2         | ?         | ?     | 1     | 0             | 9             | 2      |        |
| «Штурм» (Грац)    |       |           |           |       |       |               |               |        |        |
| 1937–1938         | ?     | ?         | ?         | ?     | -     | -             | ?             | ?      |        |

### Статистика виступів у кубку Мітропи
| №                      | Розіграш               | Стадія                 | Дата та місце проведення | Команда 1              | Рахунок | Команда 2      | Голи |
| ---------------------- | ---------------------- | ---------------------- | ------------------------ | ---------------------- | ------- | -------------- | ---- |
| 1                      | 1935                   | 1/8                    | 16.06.1935 Брно          | Жиденіце (Брно)        | 3:2     | Рапід (Відень) |      |
| Всього у кубку Мітропи | Всього у кубку Мітропи | Всього у кубку Мітропи | Всього у кубку Мітропи   | Всього у кубку Мітропи | 1       |                | 0    |